# Sobasina
Sobasina is een geslacht van spinnen uit de familie springspinnen (Salticidae).

## Soorten
De volgende soorten zijn bij het geslacht ingedeeld:
- Sobasina alboclypea Wanless, 1978
- Sobasina amoenula Simon, 1898
- Sobasina aspinosa Berry, Beatty & Prószyński, 1998
- Sobasina coriacea Berry, Beatty & Prószyński, 1998
- Sobasina cutleri Berry, Beatty & Prószyński, 1998
- Sobasina hutuna Wanless, 1978
- Sobasina magna Berry, Beatty & Prószyński, 1998
- Sobasina paradoxa Berry, Beatty & Prószyński, 1998
- Sobasina platypoda Berry, Beatty & Prószyński, 1998
- Sobasina scutata Wanless, 1978
- Sobasina solomonensis Wanless, 1978
- Sobasina sylvatica Edmunds & Prószyński, 2001
- Sobasina tanna Wanless, 1978
- Sobasina yapensis Berry, Beatty & Prószyński, 1998